# Burning Fight
Burning Fight (バーニングファイト?, Bāningu Faito) è un videogioco arcade di tipo picchiaduro a scorrimento sviluppato e pubblicato nel 1991 dalla SNK.
In un'annata d'oro per SNK e la loro scheda hardware Neo Geo, grazie alla pubblicazione di titoli come Fatal Fury, Sengoku, Alpha Mission II, King of the Monsters e Soccer Brawl, l'azienda nipponica tentò di sfondare anche nel mercato dei picchiaduro a scorrimento (campo dominato dalla Capcom), dopo il non trascendentale P.O.W. - Prisoners of War del 1988.
Nonostante qualche buon spunto questo titolo viene il più delle volte ricordato come l'ennesimo clone di Final Fight, capolavoro appunto di Capcom.

## Trama
Due giovani poliziotti del NYPD ed esperti di arti marziali, Duke Edwards e Billy King, erano sulle tracce dell'organizzazione criminale newyorchese Casterora (il nome potrebbe essere interpretato dai kanji anche come "Castella" o "Castrora", richiamando un nome dei paesi di lingua neolatina), ma poco prima di poterla annientare, la lasciarono fuggire dal Paese. Dopo aver abbandonato New York, la famiglia Casterora si alleò con l'ala della Yakuza, gli Heiwagumi, e devastò la città come se fosse la loro.
Duke e Billy incontrano Ryu Saeba, ufficiale di polizia anch'esso esperto di arti marziali sulle tracce degli Heiwagumi. I tre si mettono in viaggio per distruggere le due organizzazioni criminali una volta per tutte.

## Modalità di gioco
Si può subito notare come il gameplay di Burning Fight sia fortemente influenzato da quello di Final Fight. È presente una tecnica speciale effettuabile premendo contemporaneamente i primi due pulsanti, mossa grazie alla quale si atterrano tutti i nemici nei paraggi a costo della propria energia; come ulteriore cliché il giocatore ha più vite e una barra d'energia di colore giallo, e può utilizzare le varie armi che trova lungo il percorso (coltelli, bō, bottiglie e molto altro). Un'innovazione però è l'utilizzo dei tre pulsanti: con il primo si esegue una combinazione di attacchi veloci e deboli che non lasciano respiro al nemico, con il terzo invece si sferrano dei poderosi ma prevedibili calci, mentre con il secondo semplicemente si salta; il set di mosse è comunque limitato rispetto ad altri picchiaduro a scorrimento del tempo, se si pensa che oltre alle combo realizzabili con il primo e il terzo pulsante si ha a disposizione un attacco in salto, la mossa speciale da effettuare premendo il pulsante di attacco veloce e di salto assieme e una presa che per tutti e tre i lottatori è il classico nage waza del Judo.
Altra novità è la presenza di alcuni piccoli scenari nei vari livelli, generalmente stanze dove entrare ed accedere ad un'area bonus dove si devono neutralizzare vari nemici e distruggere tutti gli elementi dello scenario con i quali è possibile interagire, il tutto entro quattro secondi di tempo; rompendo alcuni oggetti si possono scoprire bonus da raccogliere che danno al giocatore una gran quantità di punti o addirittura restituiscono per intero l'energia.
I livelli del gioco sono in tutto cinque; nei primi quattro vi sono sia boss di metà livello (anche in numero di due) sia un boss di fine livello. Nell'ultimo livello, prima di misurarsi con Casterora, l'antagonista finale, bisognerà affrontare nuovamente quasi tutti i boss precedenti.

## Personaggi selezionabili
- Duke Edwards - poliziotto statunitense, nato il 27 dicembre del 1964 con la passione per la guida automobilistica. È il più equilibrato dei tre. Biondo con gli occhi azzurri, veste dei pantaloni in jeans, una canottiera blu e delle scarpe sportive; ricorda chiaramente Cody di Final Fight. La sua mossa speciale è il "Submarine Screw", tecnica identica al pugno del drago di Ryu e Ken in Street Fighter ma con un avvitamento del corpo in fase di salto. È il protagonista del gioco e l'unico personaggio che apparirà di nuovo (soprattutto dei cameo) in altre opere della SNK, quali The King of Fighters 2000, The King of Fighters 2002 e NeoGeo Battle Coliseum.
- Ryu Saeba - poliziotto giapponese che si unisce ai due colleghi d'oltreoceano per combattere la Yakuza; è nato il 27 luglio 196] ed è un patito di sci. È il più veloce dei tre ma anche quello più debole, e i connotati asiatici e la tuta rossa che porta richiamano immediatamente Guy di Final Fight. La sua tecnica speciale è un '"calcio uragano", proprio come quello di Guy e Cody di Final Fight.
- Billy King - robusto poliziotto originario di New York, è il più vecchio del gruppo, essendo nato il 20 luglio 1961 (30 anni al momento della pubblicazione del videogioco); adora il surf. È in assoluto il lottatore più potente ma anche il più lento tra i tre. La sua tecnica speciale è una spallata in corsa che travolge tutti gli avversari sulla sua strada. In un prototipo del gioco il personaggio in questione si chiama "Bully" e appare esteticamente differente, vestendo un gakuran nero e portando una pettinatura più lunga e simile a quella di Duke.[1]

## Accoglienza
In Giappone, la rivista Game Machine elencò Burning Fight nel numero del 15 giugno 1991 come l'ottava unità arcade di maggior successo del mese. Allo stesso modo, RePlay ha riferito che era il secondo gioco più popolare in Nord America. Il titolo ha ricevuto un'accoglienza generalmente mista dalla critica fin dalla sua uscita nelle sale giochi e su altre piattaforme, con molti recensori che lo paragonano con i migliori nel genere beat 'em up.